# Aufrechter Ziest
Der Aufrechte Ziest (Stachys recta), auch Aufrecht-Ziest, Heide-Ziest oder Berg-Ziest genannt, ist eine Pflanzenart aus der Gattung der Zieste (Stachys) innerhalb der Familie der Lippenblütler (Lamiaceae).

## Trivialnamen
Andere Trivialnamen im deutschsprachigen Raum neben Aufrechter Ziest, Heide-Ziest oder Berg-Ziest sind oder waren Abnehmkraut (Berner Oberland), Badekraut (Schlesien), Berufkraut (Elsass), Beschreikraut (Henneberg, Schmalkalden), Flussgesparkraut (Salzburg), Fuhrkraut (Linz), Gliedkraut, Rossnessel, Großes Vusperkraut, Zeisskraut, Zeisgenkraut (Harz, Thüringen, Schlesien), Ziess.

## Beschreibung

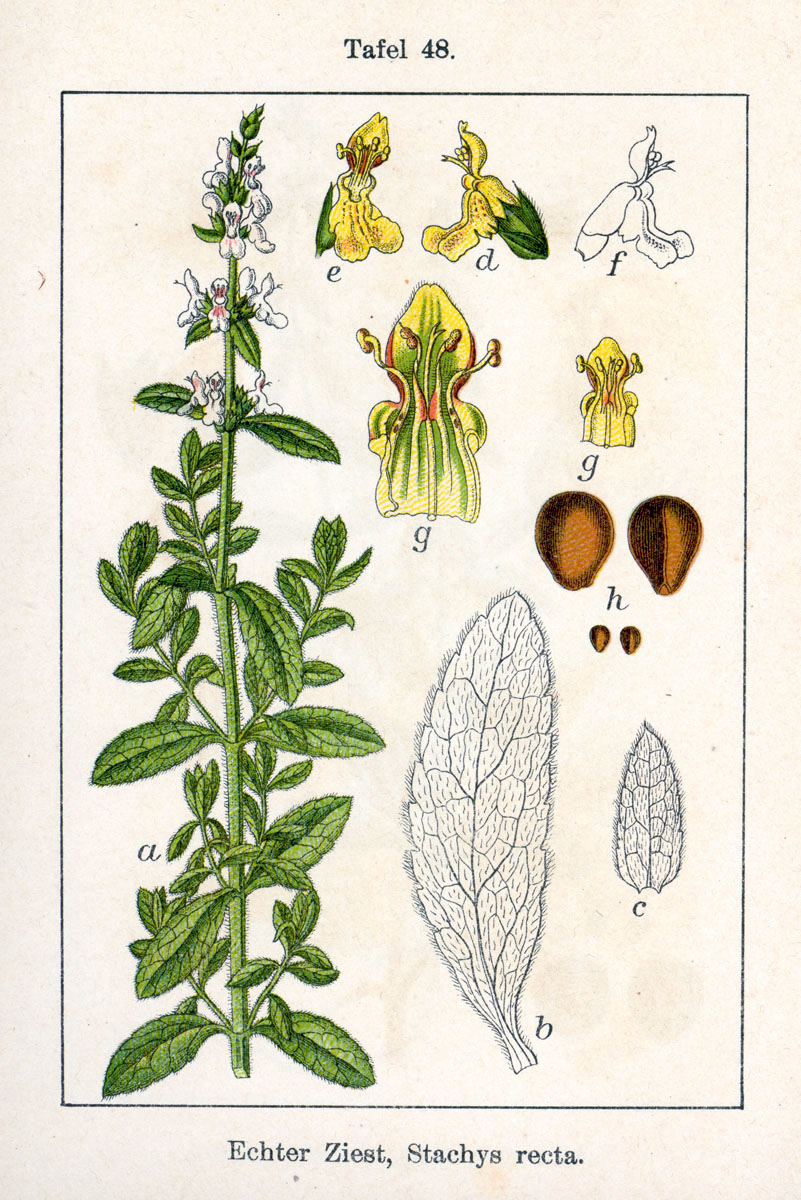
Illustration

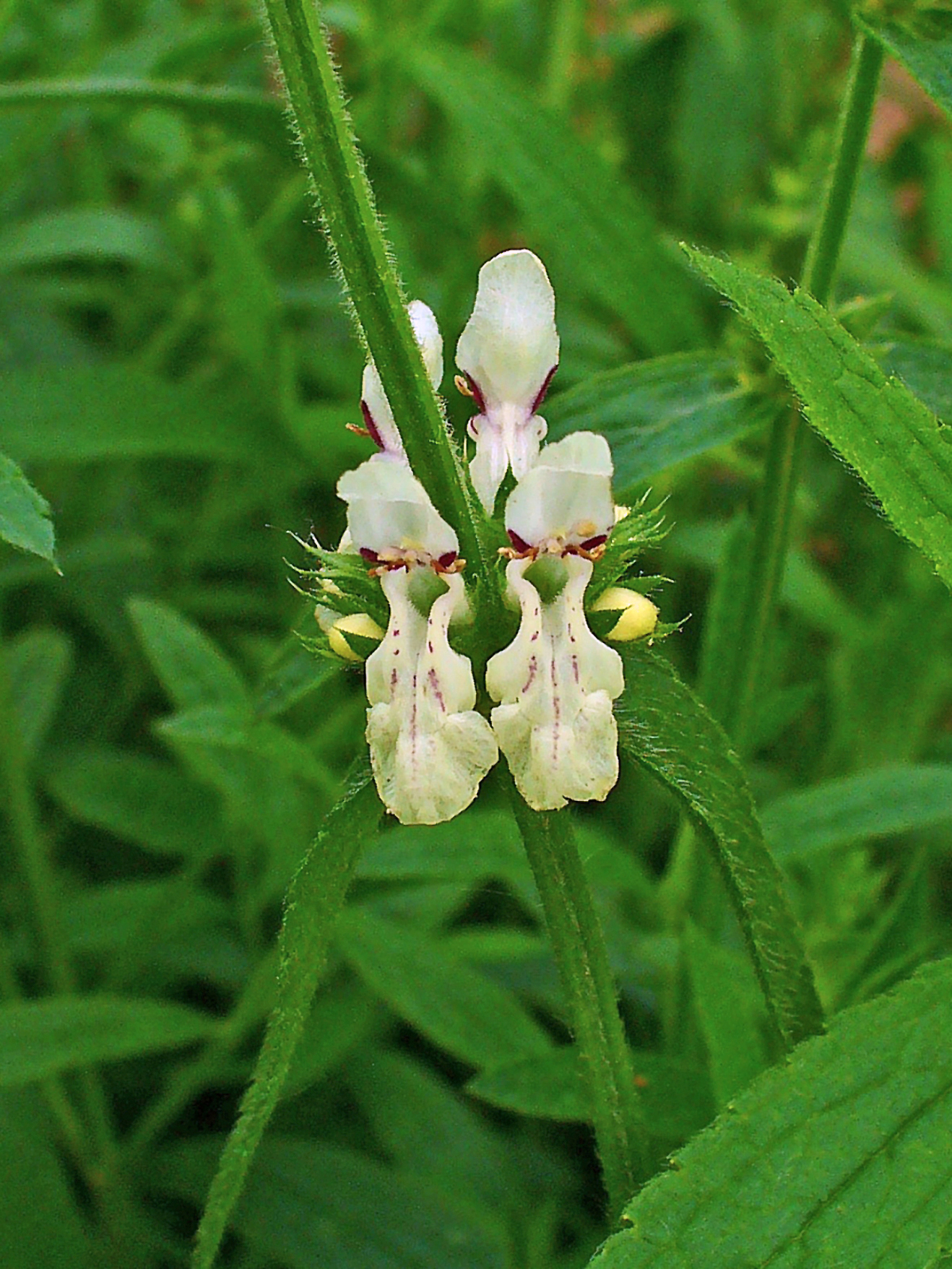
Behaarter, kantiger Stängel und Scheinquirl

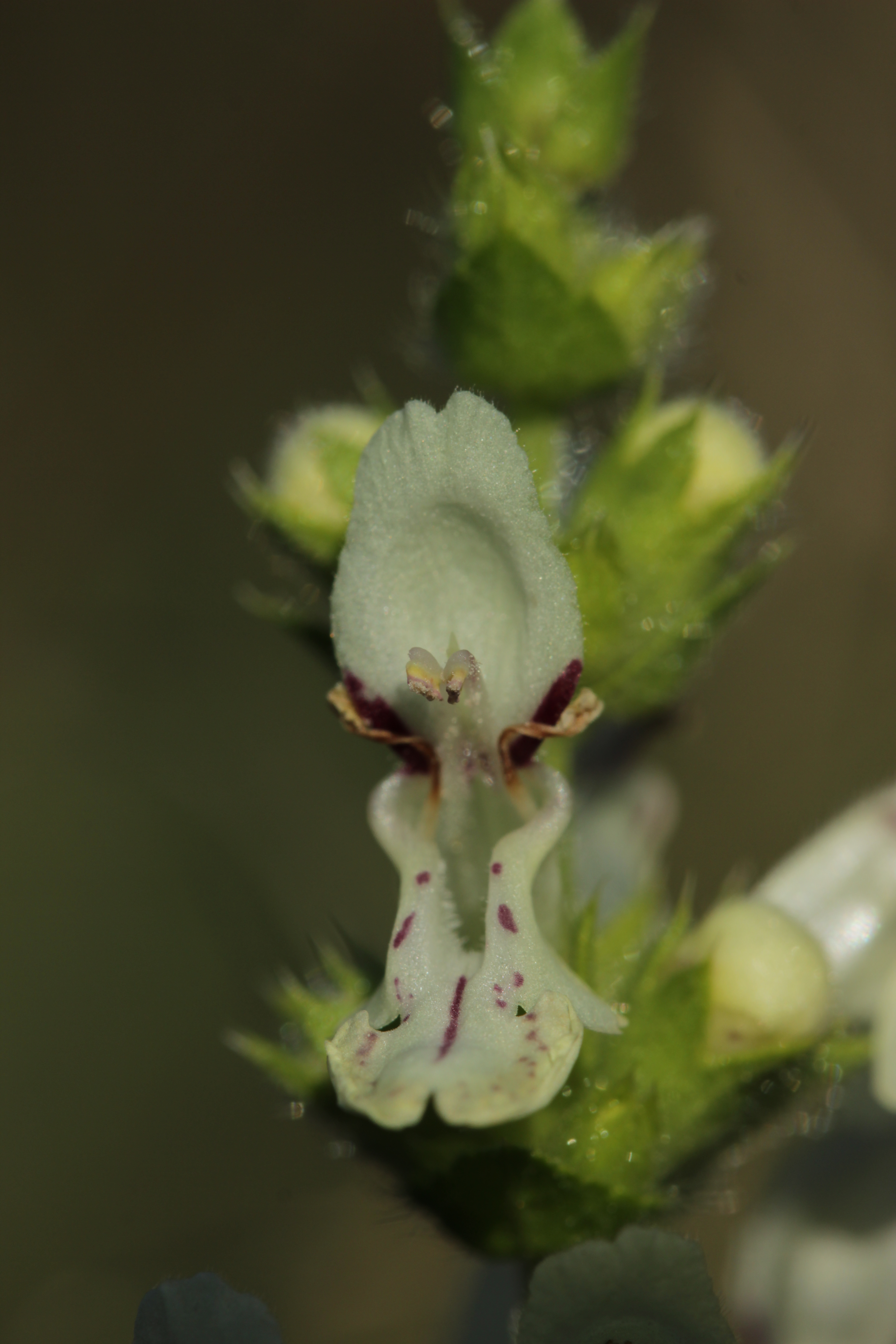
Zygomorphe Blüte im Detail

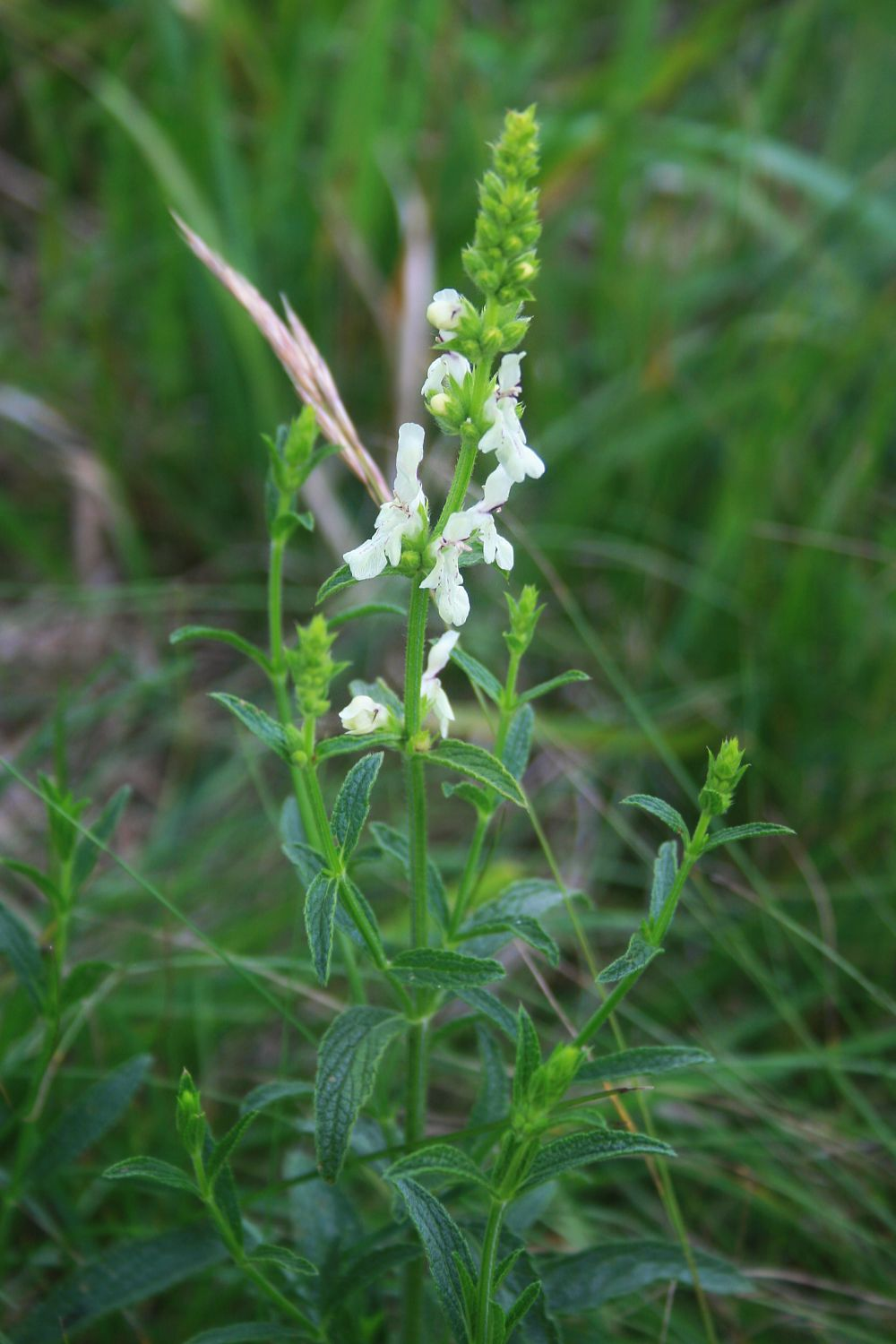
Habitus, Laubblätter und Blütenstand

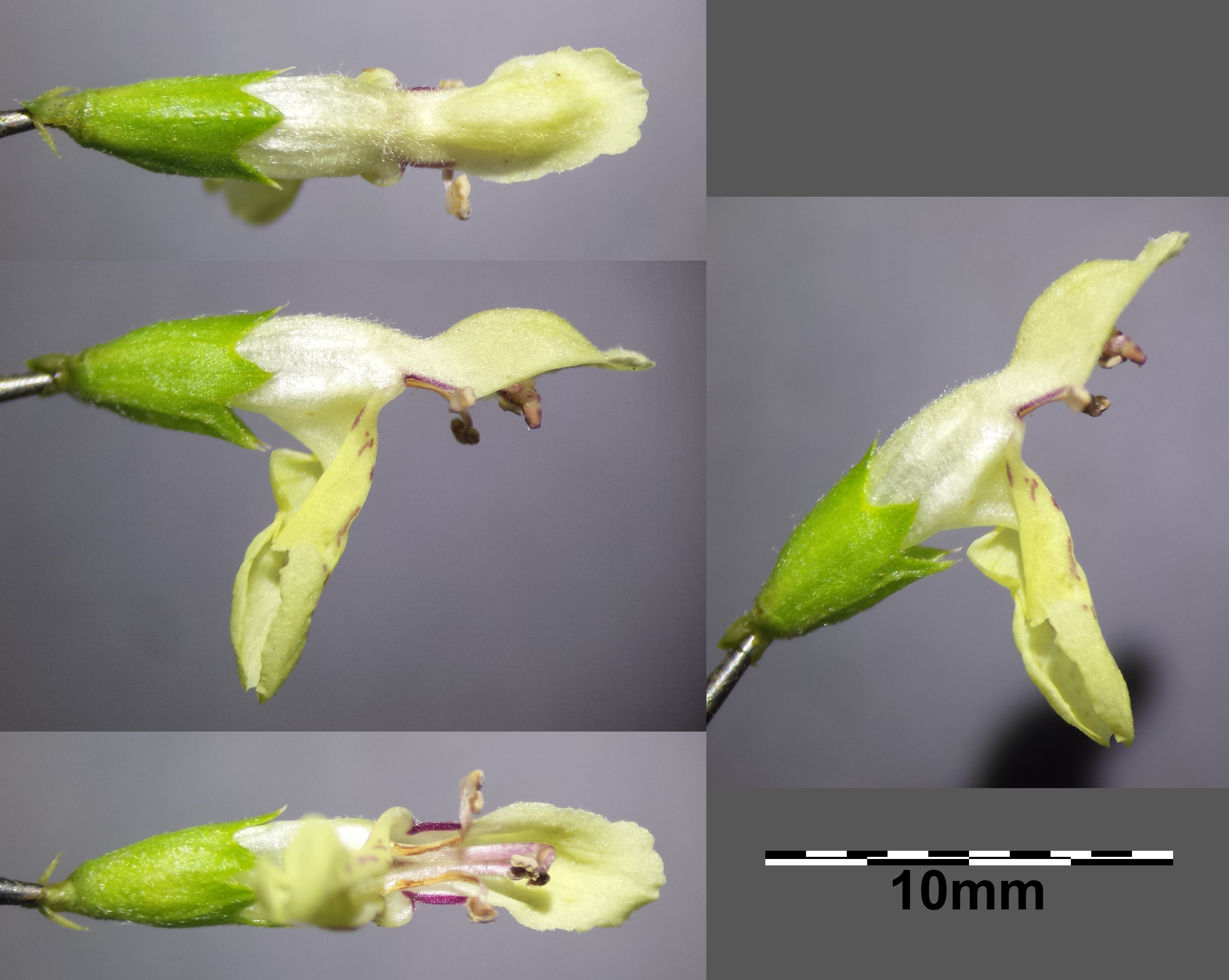
Zygomorphe Blüte im Detail aus verschiedenen Blickrichtungen von Stachys recta subsp. recta

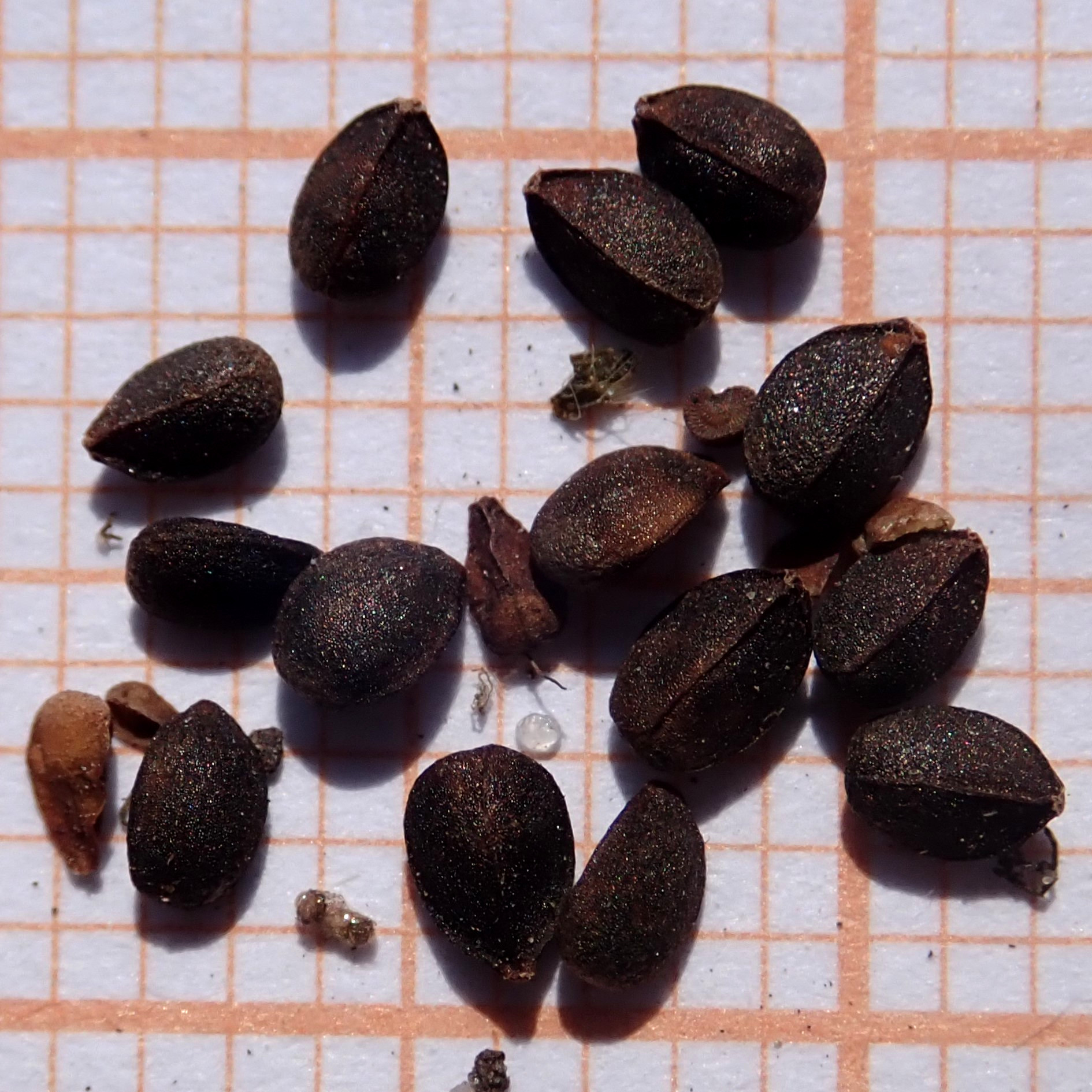
Klausen

### Vegetative Merkmale
Der Aufrechte Ziest wächst als sommergrüne, ausdauernde, krautige Pflanze, oder selten auch als Zwergstrauch und erreicht Wuchshöhen von meist 25 bis 40, selten bis zu 70 Zentimetern. Der kräftige, kantige Stängel ist einfach oder vom Grunde an ästig verzweigt. Die grünen Pflanzenteile sind dicht anliegend rau oder etwas drüsig behaart.
Von den gegenständig am Stängel angeordneten Laubblättern sind die unteren kurz gestielt und die oberen sitzend. Die an ihrer Basis gerundete Blattspreite ist mit einer Länge von 2 bis 5 Zentimetern und einer Breite von 0,5 bis 2 Zentimetern eiförmig-spatelig bis länglich-lanzettlich. Der Blattrand der unteren Laubblätter ist gesägt bis entfernt gekerbt und der der oberen mehr oder weniger glatt.

### Generative Merkmale
Die Blütezeit reicht von Juni bis Oktober. Zwei bis fünf, bis selten acht Scheinquirle befinden sich in einem unterbrochenen, verlängerten, 1 bis 2 Zentimeter langen scheinährigen Blütenstand. Die Blüten sitzen zu sechst bis zehnt in den Scheinquirlen zusammen. Es können sehr kleine, borstenartige Vorblätter vorhanden sein.
Die zwittrige Blüte ist zygomorph und fünfzählig mit doppelter Blütenhülle. Der 5 bis 10 Millimeter lange röhrig-glockige Kelch ist rauhaarig mit kahl-stachelspitzigen, vorgestreckten Zähnen und mit kahlen, stechenden Grannenspitzen. Die Krone ist blass-gelb bis gelblich-weiß. Die Kronröhre besitzt innen einen Haarring. Die ganzrandige Oberlippe ist aufgerichtet und hat zurückgechlagene Ränder. Die dreilappige Unterlippe ist herabgeschlagen, mehr oder weniger braun gezeichnet und rückwärts gefaltet. Die vier Staubblätter krümmen sich stark auswärts mit spreizenden Pollensäcken.
Die Teilfrüchte (Klausen) der Klausenfrucht sind etwa 2 Millimeter lang, rundlich, kastanien-braun und glatt oder sehr fein punktiert.

### Chromosomensatz
Die Chromosomengrundzahl beträgt x = 16 oder 17; es liegt Diploidie mit einer Chromosomenzahl von 2n = 32 oder 34 vor.

## Ökologie
Beim Aufrechten Ziest handelt es sich um einen mesomorphen, skleromorphen plurienn-pollakanthen Hemikryptophyten (= Schaftpflanze). Der Aufrechte Ziest überwintert durch Sprosse, die sich an dem verzweigten Rhizom bilden und dann zu mehreren nebeneinander zu Luftsprossen auswachsen. Er wurzelt bis 2 Meter tief. Die schmalen Runzelblätter und diese tief reichenden Wurzeln sind eine Anpassung an trockene Standorte.
Blütenökologisch handelt es sich um Eigentliche Lippenblumen. Die gelblich-weißen Blütenkrone besitzt ein purpurfarbenes Saftmal. Die Blüten sind ausgeprägt protandrisch = streng vormännlich. Die Blüten sind zuerst männlich, später weiblich, ohne Überlappung der Geschlechter. Als Belohnung für Bestäuber ist reichlich Nektar vorhanden. Doch auch der Pollen lockt Insekten an. Besucher sind Bienenverwandte. So kann man z. B. braunschwarz gefärbte, knapp 1 Zentimeter große Wildbienen aus der Gattung der Schlürfbienen (Rophites) auf den Blüten beobachten, die mit ihrem Kopf den Pollen unter vibrierenden Bewegungen heraus reiben. Der Aufrechte Ziest ist fakultativ xenogam, also erfolgt meist Fremdbefruchtung und Selbstbestäubung ist die Ausnahme. Es liegt Selbstkompatibilität vor, also führt Selbstbefruchtung erfolgreich zum Samenansatz.
Die Bruchfrucht zerfällt in vier einsamige, geschlossen bleibende Teilfrüchte, hier Klausen genannt. Die Ausbreitung der Diasporen, es sind die Klausen, erfolgt über den Mechanismus als Tierstreuer über Klett- und Klebausbreitung auf der Oberfläche von Tieren (Epichorie); auch Bearbeitungsausbreitung durch Vögel ist möglich; es erfolgt auch Ausbreitung durch den Wind (Anemochorie).

## Vorkommen
Der Aufrechte Ziest ist ein submediterranes Florenelement. Er kommt von Spanien bis Kleinasien und zum Kaukasusraum vor; in nördlicher Richtung reichen die Vorkommen bis Belgien. In Österreich ist er im pannonischen Gebiet und im Süden häufig, sonst zerstreut zu finden. In der Schweiz ist er in den wärmeren Gebieten verbreitet und häufig anzutreffen. Stachys recta ist im südlichen Muschelkalk und Juragebirge verbreitet bis häufig anzutreffen; darüber hinaus meist nur selten und verschleppt. Die Unterart Stachys recta subsp. recta steigt in Graubünden bis in eine Höhenlage von 1820 Meter, im Tessin (Sottoceneri) bis in eine Höhenlage von 2100 Meter und im Kanton Wallis am Portail de Fully bis in eine Höhenlage von 2150 Meter auf. Die Unterart Stachys recta subsp. labiosa steigt in Südtirol bis in eine Höhenlage von 2100 Meter auf.
Der Aufrechte Ziest wächst in Mitteleuropa an Weg- und Ackerrändern, auf Halbtrocken- und Trockenrasen und an Felshängen. Nördlich der Alpen gedeiht er am besten auf kalkhaltigen und mäßig trockenen Böden. Er ist in Mitteleuropa eine Charakterart der Festuco-Brometea-Klasse, kommt aber auch in Pflanzengesellschaften der Verbände Geranion sanguinei, Erico-Pinion oder Berberidion vor oder der Ordnung Quercetalia pubescentis.

## Systematik
Die Erstveröffentlichung von Stachys recta erfolgte 1767 durch Carl von Linné in Mantissa Plantarum, 1, Seite 82. Synonyme für Stachys recta L. sind: Betonica recta (L.) Baill., Ortostachys recta (L.) Fourr., Prasium stachys E.H.L.Krause nom. illeg. Das Artepitheton recta bedeutet „aufrecht“.
Je nach Autor gibt es von Stachys recta einige Unterarten:
- Stachys recta subsp. baldaccii (K.Malý) Hayek: Sie kommt nur auf der westlichen Balkanhalbinsel vor.[3][10]
- Stachys recta subsp. doerfleri (Hayek) Hayek: Dieser Endemit kommt nur in Albanien vor.[3][10]
- Stachys recta subsp. labiosa (Bertol.) Briq. (Syn.: Stachys labiosa Bertol., Stachys recta subsp. grandiflora (Caruel) Arcang., Stachys subcrenata var. labiosa (Bertol.) Vis., Stachys subcrenata subsp. labiosa (Bertol.) Nyman, Stachys recta var. grandiflora Caruel): Diese Unterart kommt in den Alpen, den Apenninen und auf der Balkanhalbinsel vor.[3][10] Die oberen Laubblätter sind 7 bis 10 Millimeter breit und gekerbt, der Kelch ist 7 bis 11 Millimeter lang und die Kronunterlippe ist 7 bis 12 Millimeter lang.[13] Die Chromosomenzahl beträgt 2n = 34.[14] Die ökologischen Zeigerwerte nach Landolt et al. 2010 sind für diese Unterart in der Schweiz: Feuchtezahl F = 1+ (trocken), Lichtzahl L = 4 (hell), Reaktionszahl R = 5 (basisch), Temperaturzahl T = 3+ (unter-montan und ober-kollin), Nährstoffzahl N = 2 (nährstoffarm), Kontinentalitätszahl K = 4 (subkontinental).[2]
- Stachys recta subsp. olympica Stoj. & Jordanov: Sie kommt nur in Griechenland vor.[3]
- Stachys recta subsp. psammophila (Fiori) Arrigoni: Den Rang einer Unterart hat sie 2020 erhalten und kommt nur in Italien vor.[3]
- Stachys recta L. subsp. recta (Syn.: Betonica hirta L., Betonica decumbens Moench, Stachys betonica Scop., Stachys bufonia Thuill., Stachys czernjaevii Des.-Shost., Stachys decumbens Rchb. nom. illeg., Stachys delphinensis Jord., Stachys erecta K.Koch, Stachys glabrata Simonk., Stachys hirta (L.) Thell. nom. illeg., Stachys krynkensis Kotov, Stachys linearifolia K.Koch, Stachys nitens Janka, Stachys patula Griseb., Stachys procumbens Lam., Stachys sarajevensis K.Malý, Stachys sideritis Vill., Stachys spinulosa var. glabrata (Simonk.) Nyman, Stachys stenophylla Spreng., Stachys sylvestris Forssk., Stachys transsilvanica Schur, Stachys recta var. angusta (Borbás) Diklić, Stachys recta var. angustifolia Ten., Stachys recta var. hirta Ten., Stachys recta var. lisae Briq., Stachys recta var. luxemburgensis Lefort, Stachys recta var. major Ten., Stachys recta var. nitens (Janka) Chrtek, Stachys recta var. midzorica (Adamović) Diklić, Stachys recta var. stenophylla (Spreng.) Nyman, Stachys recta subsp. delphinensis (Jord.) Nyman, Stachys recta subsp. hirta (Ten.) Briq.):[10] Diese Unterart kommt im gesamten Verbreitungsgebiet der Art vor, von Europa bis zum Kaukasusraum.[3] Mit 5 bis 7 Millimeter langem Kelch, einer 5 bis 7 Millimeter langen Blüten-Unterlippe und oberen Laubblättern, die 5 bis 20 Millimeter breit und gekerbt oder gekerbt-gesägt sind.[13] Die Chromosomenzahl beträgt 2n = 34.[14] Die ökologischen Zeigerwerte nach Landolt et al. 2010 sind für diese Unterart in der Schweiz: Feuchtezahl F = 1+ (trocken), Lichtzahl L = 4 (hell), Reaktionszahl R = 4 (neutral bis basisch), Temperaturzahl T = 3+ (unter-montan und ober-kollin), Nährstoffzahl N = 2 (nährstoffarm), Kontinentalitätszahl K = 4 (subkontinental).[2]
- Stachys recta subsp. rhodopaea (Velen.) Chrtek: Sie kommt nur in Bulgarien vor.[3][10]
- Stachys recta subsp. subcrenata (Vis.) Briq. (Syn.: Stachys glandulifera Dalla Torre & Sarnth. nom. illeg., Stachys fragilis Vis., Stachys karstiana (Borbás) Hand.-Mazz., Stachys montenegrina K.Malý, Stachys omblae H.Lindb., Stachys petrogena Hand.-Mazz. & Janch., Stachys ramosissima Rochel nom. illeg., Stachys subcrenata Vis., Stachys subcrenata var. angustifolia Vis., Stachys subcrenata var. fragilis (Vis.) Vis., Stachys subcrenata var. karstiana Borbás, Stachys subcrenata subsp. fragilis (Vis.) Poldini, Stachys recta var. fragilis (Vis.) Boiss., Stachys recta var. hyssopifolia Ten., Stachys recta var. karstiana (Borbás) Chrtek, Stachys recta subsp. ramosissima Nyman, Stachys recta subsp. serpentini (Fiori) Arrigoni, Stachys recta var. subcrenata (Vis.) Nyman, Stachys recta var. visianii Briq.):[10] Diese Unterart kommt von Südost-Europa bis zur westlichen Türkei und von Transkaukasien bis zum nordwestlichen Iran vor.[3] Mit 7 bis 11 Millimeter langem Kelch, einer 7 bis 12 Millimeter langen Blüten-Unterlippe und oberen Laubblättern, die nur 1 bis 6 Millimeter breit und ganzrandig oder nur schwach gekerbt sind.[13] Die Chromosomenzahl beträgt 2n = 34.[14]
- Stachys recta subsp. tenoreana Bornm.: Sie kommt nur in Italien vor.[3][10]

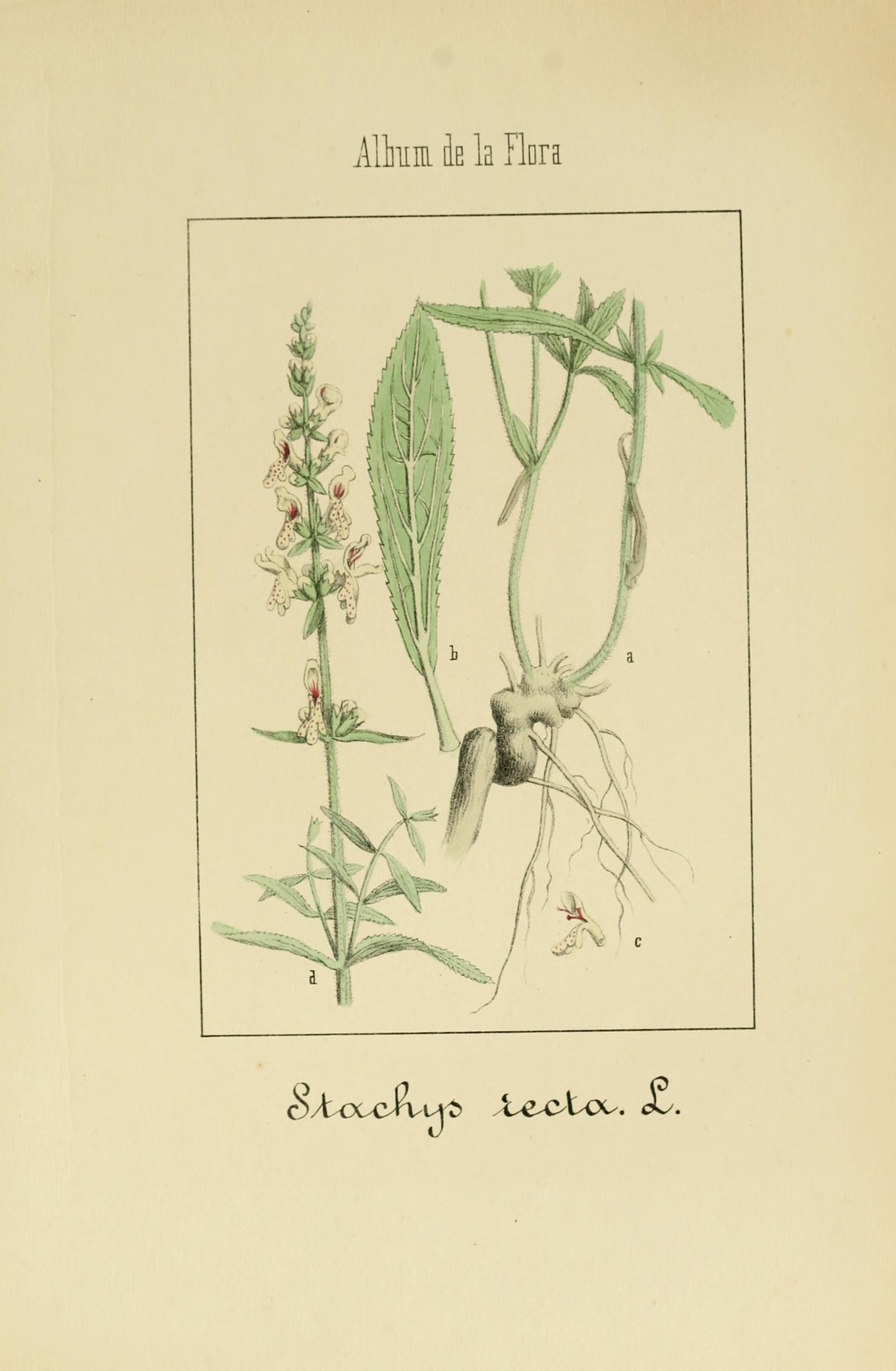
Illustration in Album de la flora médico-farmacéutica é industrial, indígena y exótica, Tafel 37

## Nutzung als Heilpflanze
Im Altertum soll dieses Lippenblütengewächs als „Sideritis“ zu verschiedenen Heil- und magischen Zwecken verwendet worden sein. Besonders soll sie auch der Heilung von Hieb- und Stichwunden gedient haben. Gladiatoren im Römischen Reich sollen Pflanzenteile als Amulett gegen Hieb- und Stichverletzungen bei ihren Kämpfen getragen haben. In Osteuropa wird Stachys recta nach Abkochen zum Baden der Kinder gebraucht, um sie gegen verschiedene Krankheiten, aber auch gegen „magische Einflüsse“ zu schützen.